# 加瀬昌男
加瀬 昌男（かせ まさお、1931年9月25日 - 2011年8月29日）は、神奈川県出身の実業家。草思社創業者。

## 人物
横浜市にて洋服店経営者の息子として生まれる。1945年5月29日、中学2年生のとき、空襲で実家を失う。
早稲田大学文学部演劇科の同期に中村八大や宇津井健、一級上には和田勉がいた。1950年、レッドパージに絡むイールズ事件で警視庁渋谷署に逮捕・勾留され、在学1年目にして大学を除籍となるも、のち復学を許され、1年遅れで大学を卒業。卒業時「早稲田演劇」誌に一幕物の戯曲を応募して入選。卒業後日産自動車に入社し、工員などの職3年間ほど転々とする。この間、「早稲田演劇」誌に二幕物の戯曲を応募して再び入選。
加瀬は日産自動車入社後、日産自動車内で本来第一組合であった全日本自動車産業労働組合（全自動車）日産分会に所属。日産争議時に会社側が全自動車日産分会を潰すべく第二組合として結成された日産自動車労働組合（塩路一郎）へ労働組合としてのありかたを批判した論文を機関紙に掲載したが、日産分会（全自動車）への切り崩し工作を目の当たりにして焦燥を感じ、結果的に日産自動車を退社する。
1958年、「現代詩」誌の編集者となる。1960年、自作の脚本による「不発弾」が劇団青俳で上演される。
1961年、友人の世話でヤマハのPR誌「ヤマハニュース」の編集長となる。1964年、現代演劇作家批評家集団「鴉の会」の結成に参加（他メンバーはいいだもも、井上光晴、岩田宏、内田栄一、遠藤利男、木島始、小林祥一郎、塩瀬宏、清水邦夫、武井昭夫、竹内泰宏、野間宏、長谷川四郎、花田清輝、廣末保、松本俊夫、宮本研、笠啓一）。
1969年、「ヤマハニュース」が8月号で休刊になることが決まったため、草思社を創業。初めての刊行物として小笠原豊樹・中田耕治共訳のビートルズの伝記を出したところ、10万部のヒットとなり、同社の礎を築いた。以後、谷川俊太郎訳の「マザー・グースのうた」（全5巻）を上梓して総計110万部の売上を記録するなどの成功を収めた。
草思社経営の傍ら、1973年から、同社と同じビルにアパレル会社を経営。この会社の利益で草思社の赤字を補填したこともあった。
2002年3月から草思社で二度目の会長を務めた。
2011年8月29日、膵臓癌のため東京都中野区の病院で死去。79歳没。